# Monticle de Kościuszko
|  | No s'ha de confondre amb Mont Kosciuszko. |

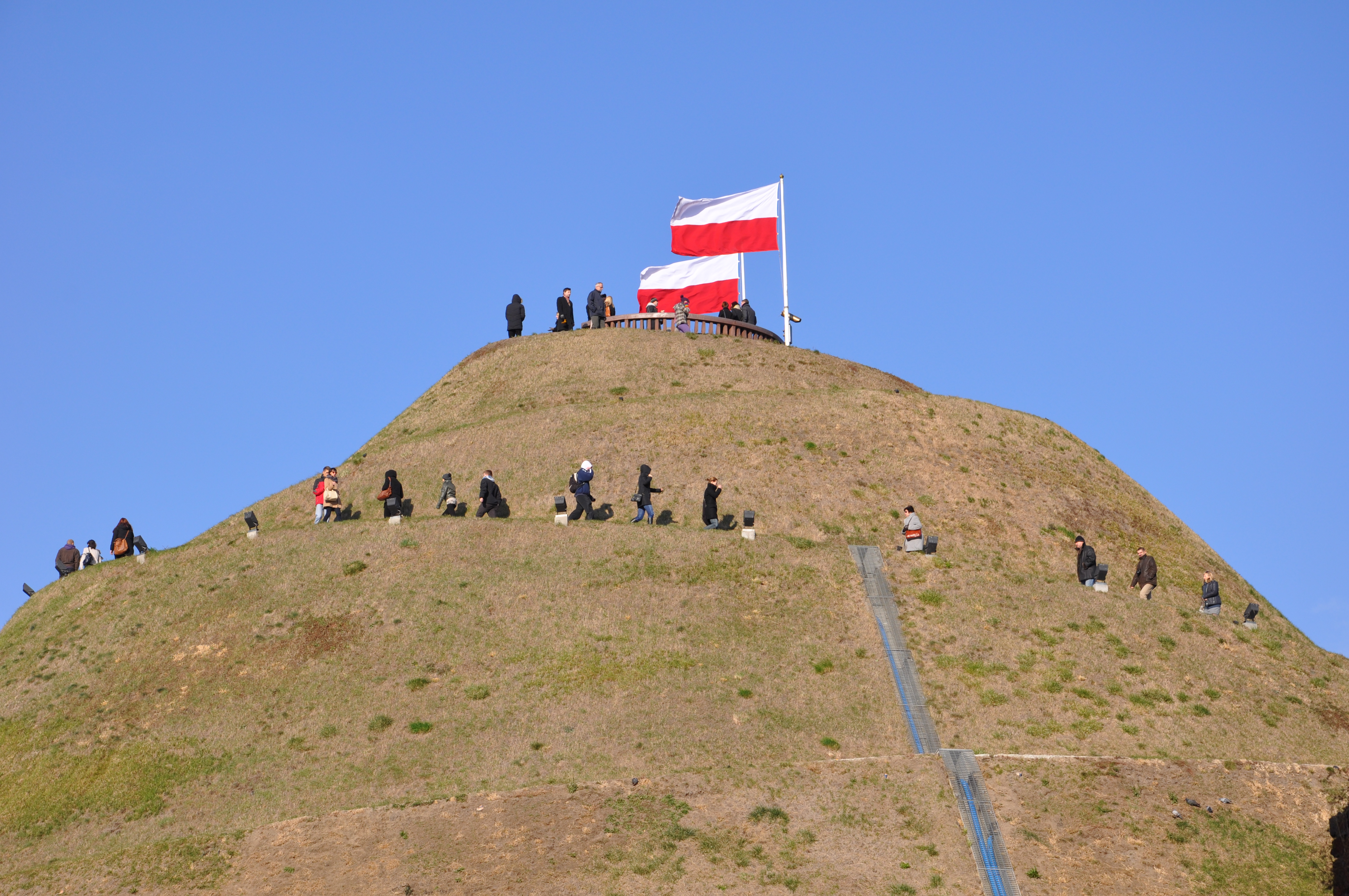
Monticle de Kościuszko

El monticle de Kościuszko (polonès: kopiec Kościuszki) és un petit turó artificial de forma cònica a Cracòvia que es va alçar el 1820 per retre homenatge a Tadeusz Kościuszko (1746-1817), heroi nacional polonès que va participar en la Guerra d'Independència dels Estats Units i va lluitar per la seva pàtria contra russos i prussians. A través d'un camí en espiral s'arriba al cim, des d'on es gaudeix d'una bona panoràmica del Vístula, el turó de Wawel i de la Basílica de Santa Maria.
El monticle s'amuntegava sobre el turó de Bronisawa entre els anys 1820 i 1823. Trenta anys més tard les autoritats austríaques convertien la ciutat en una fortalesa, aixecant un fort que envoltava el turó. S'arribà però a un acord amb les autoritats militars, segons el qual hi havia un accés lliure a la tomba de Kościuszko de l'alba fins a la posta de sol. El fort tenia una forma hexagonal que envoltava el monticle situat en el centre.
Entre 1850 i 1854, les autoritats austríaques van construir una ciutadella de maó al voltant del túmul i van començar a utilitzar-la com a mirador estratègic.
Frontalment, constava de tres enormes bastions i dos caponiers entre ells. Al costat dels bastions s'hi afegien els refugis. La part més monumental eren les grans casernes situades al darrere del fort. El fort era un punt d'observació ideal i des dels seus baluards es podia bombardejar la vall del Vístula. Després de la Segona Guerra Mundial es va prendre la decisió d'enderrocar-lo, només quedant la part no defensiva que s'aprofità per construir un hotel.

## Galeria

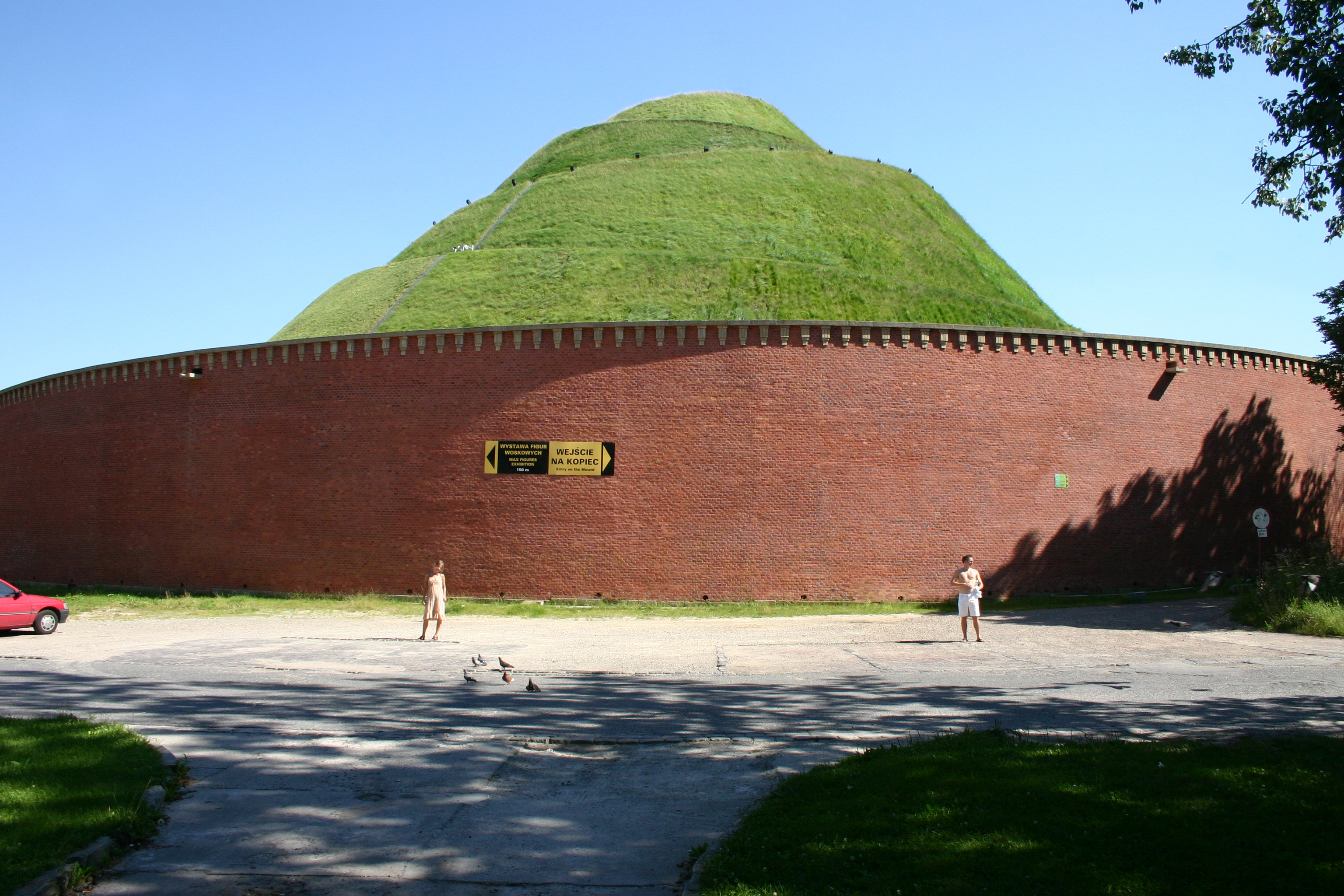
Kościuszko Mound, Cracòvia.
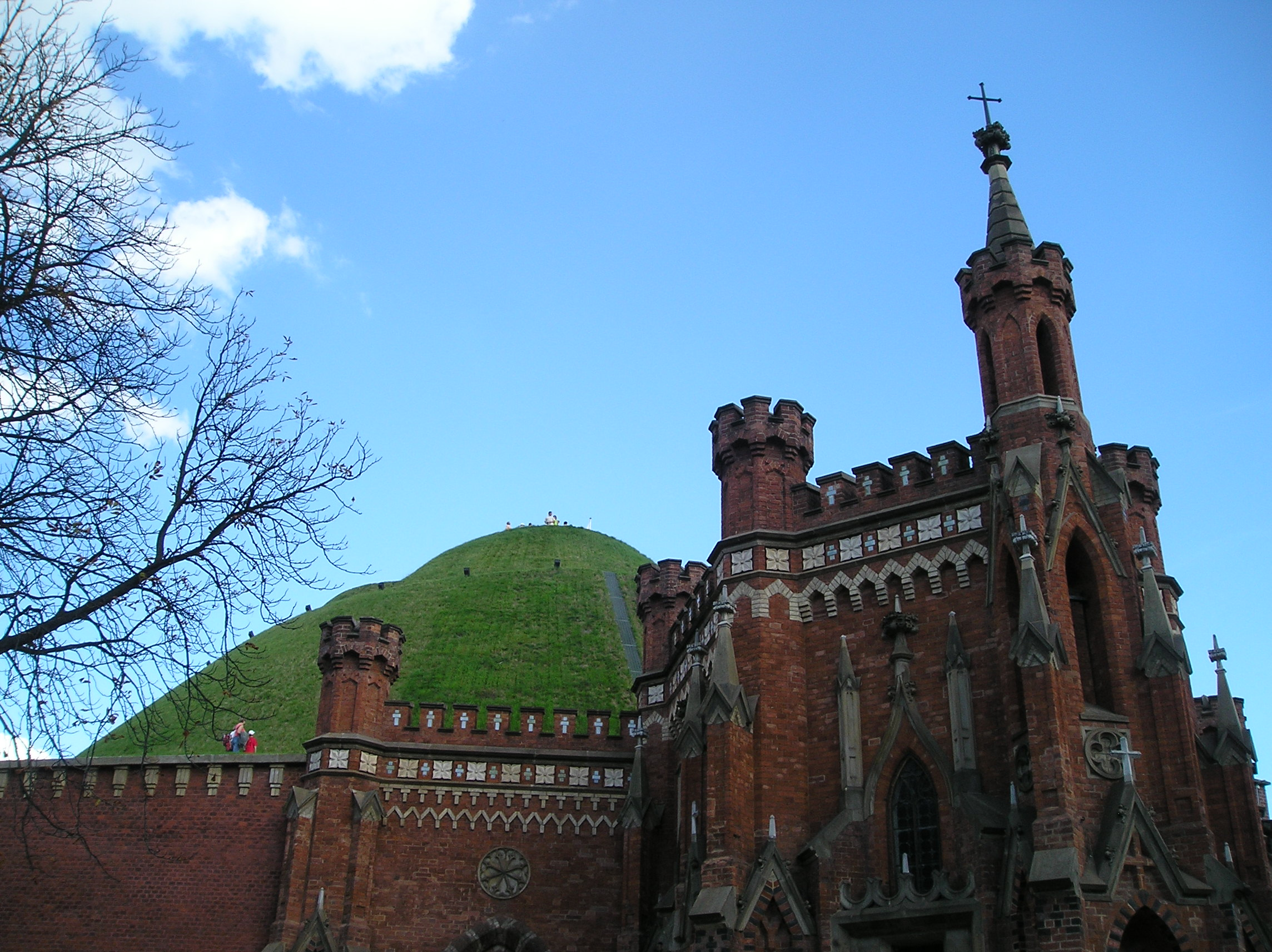
Vista del monticle Kościuszko, amb la capella de Bronisława als peus.
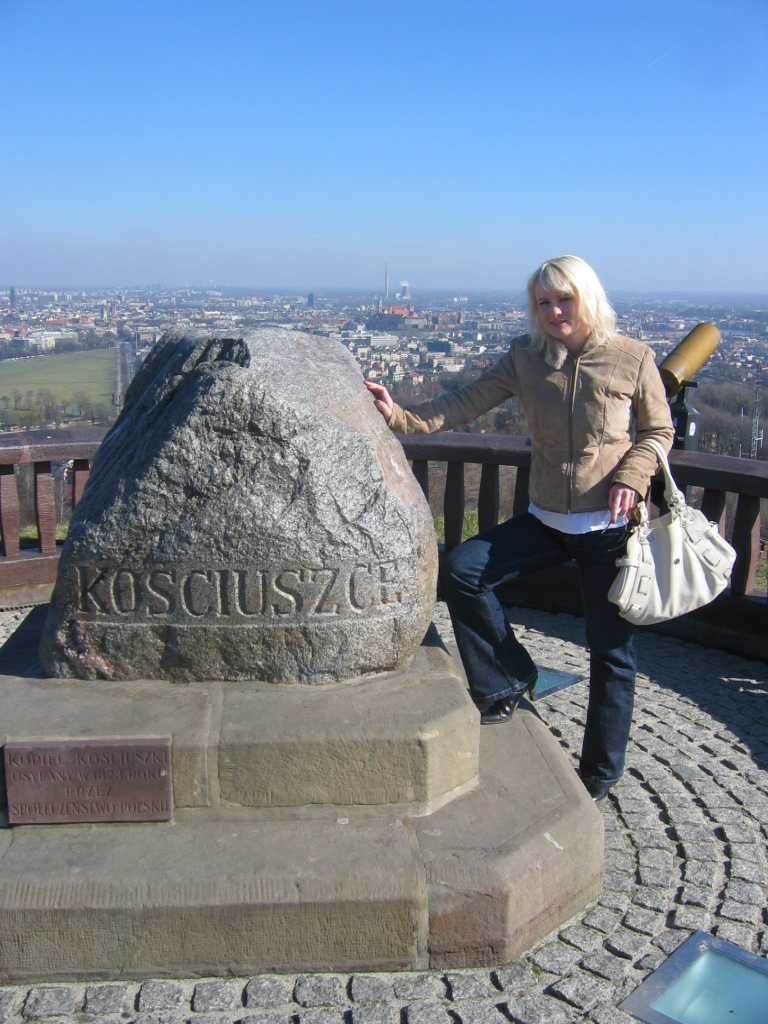
Al cim.
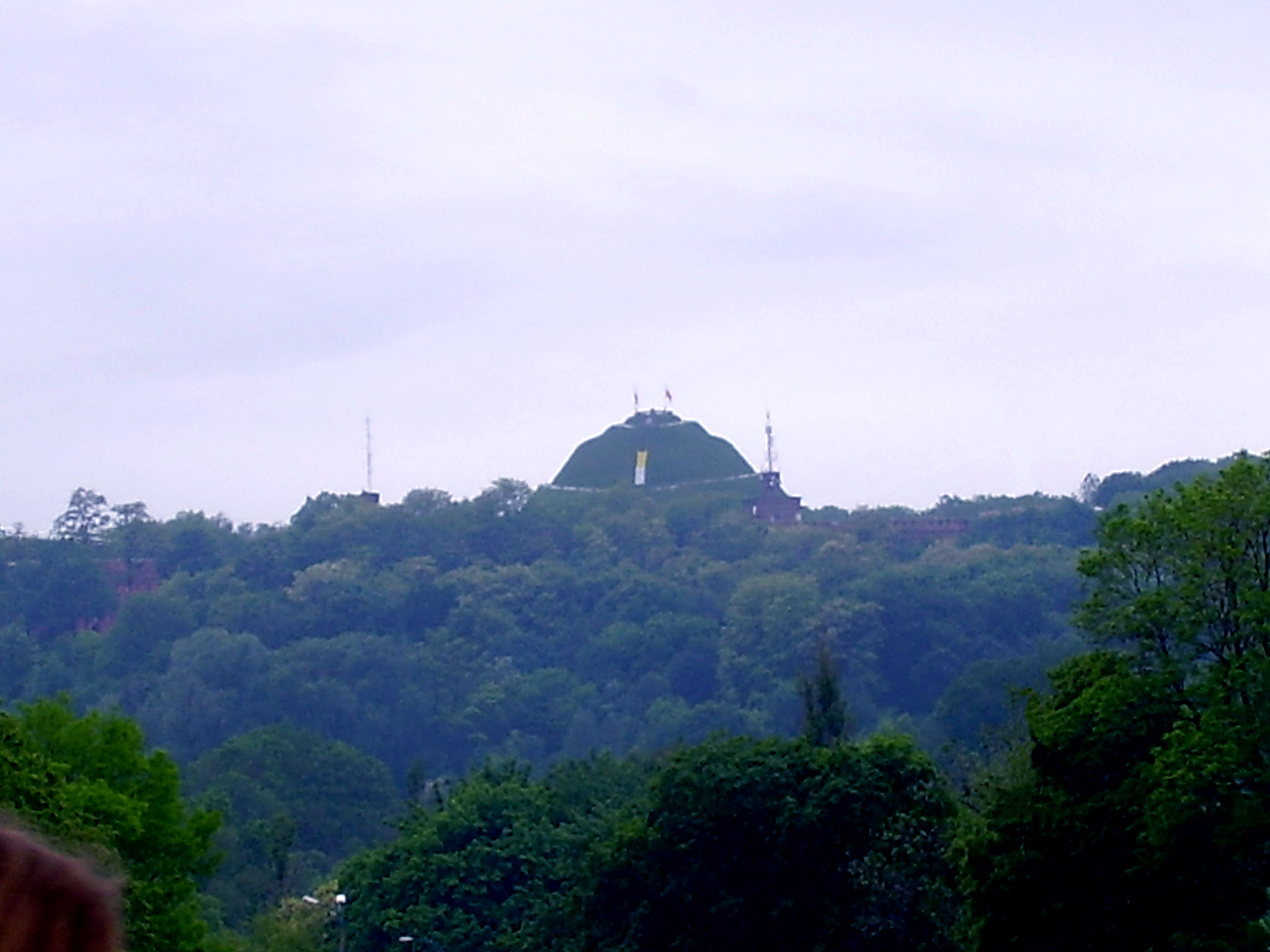
Monticle Kosciuszko, vist des del parc Błonia
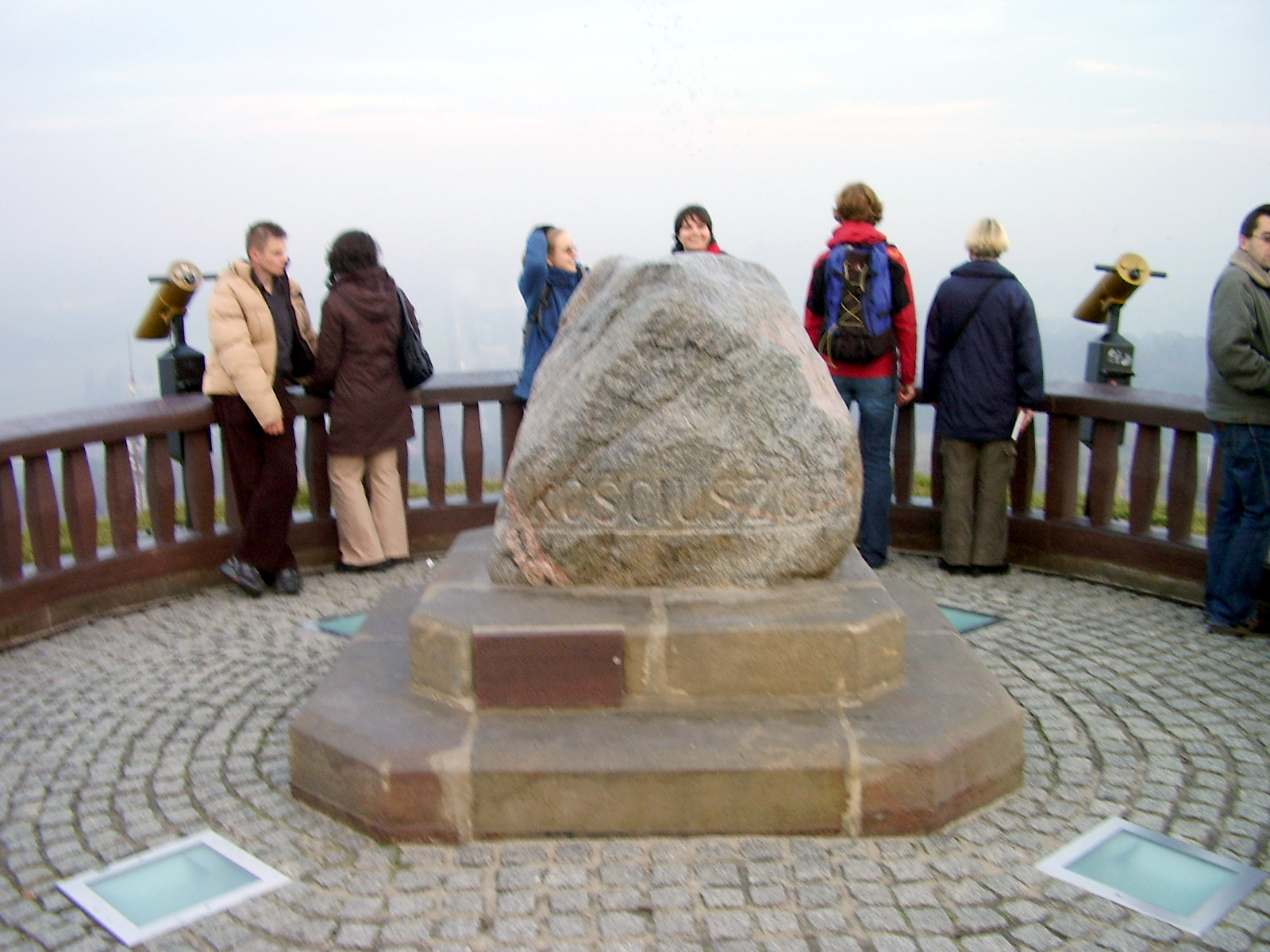
Vista des del cim.